# Parafia Nawiedzenia Najświętszej Maryi Panny w Mściwojowie
Parafia pw. Nawiedzenia Najświętszej Maryi Panny w Mściwojowie – znajduje się w dekanacie jaworskim w diecezji Legnickiej.  Jej proboszczem jest ks. Wiktor Juchiewicz. Mieści się pod numerem 41 w Mściwojowie.